# 믹 밀스
마이클 데니스 밀스, MBE(영어: Michael Dennis Mills, 1949년 1월 4일, 서리 주 고덜밍 ~)는 잉글랜드의 전직 축구 선수로, 현역 시절 입스위치 타운, 사우샘프턴, 그리고 스토크 시티에서 활약했다. 그는 스토크 시티 콜체스터 유나이티드, 그리고 버밍엄 시티를 지도하기도 했다. 그는 현역 시절 입스위치 타운의 역대 최다 출전 기록을 세웠고, 1982년 월드컵 당시 잉글랜드의 주장을 맡았다.
그는 1984년 신년 작위 수여식에서 "축구계에 대한 공로"로 대영제국 훈장 구성원(MBE)으로 명명되었다.

## 클럽 경력
밀스는 학창 시절에 포츠머스에서 축구를 시작했지만, 유소년부가 해체되면서 새 구단을 물색해야 했다. 입스위치 타운은 그를 영입했고, 밀스는 1966년에 1군 첫 경기를 치렀는데, 5-2로 이긴 울버햄프턴 원더러스와의 경기에 불과 17세의 나이로 구장을 누볐다. 그는 양쪽에서 모두 측면 수비를 맡을 수 있지만, 주로 왼쪽을 담당했고, 밀스는 10대 말을 입스위치 타운 1군 경기에 간간히 출장하며 보냈고, 1969년에 들어 주전으로 도약했는데, 이 시기 구단은 1부 리그 승격을 이룩했다. 또한 브라이언 롭슨도 이 시기에 구단의 감독으로 취임했다.

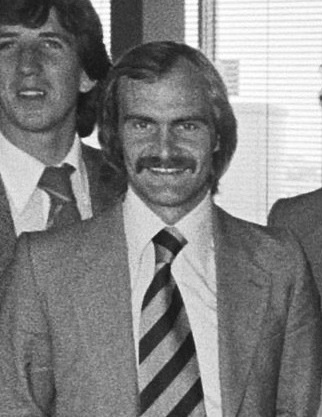
1978년의 믹 밀스

롭슨 감독은 1971년에 밀스를 선수단 주장으로 임명했고, 감독과 주장은 돈독한 관계를 맺어 입스위치가 10여 년 동안 정상급 경쟁력을 갖춘 구단으로 발돋움케 했다. 1973년, 입스위치는 1부 리그를 4위로 마쳤고, 텍사코 컵을 우승하고 UEFA컵 진출권을 손에 넣었다. 입스위치는 1부 리그 상위권으로 시즌을 마무리하면서 몇 차례 유럽대항전에 참가했지만, 실적 면에서는 아쉬웠다. 밀스는 유소년부에서 올라온 선수들을 주축으로 한 젊은 선수단을 받쳐주는 노련한 선수였다. 입스위치는 1977년에 1부 리그 3위의 성적을 냈고, 이듬해에는 보다 좋은 리그 성적을 거두었다. 그러나 입스위치는 1부 리그에서 더이상 꾸준한 성적을 내지 못하면서 16위의 저조한 성적을 거두었다. 그러나, FA컵을 우승하면서 큰 성과를 거두었는데, 이 시즌에 웸블리에서 열린 결승전에서 우승 후보 아스널을 1-0으로 격파했다. 선수단 주장이었던 밀스는 우승컵을 들어올려 16년 만의 주요 대회 우승을 자축했다. 한편, 입스위치는 다시 성적면에서 도약한 모습을 보이며 1978년부터 1982년까지 최소 리그 5위의 성적을 거두었고, 1경기만 결장하고 FA컵 우승을 안타깝게 놓친 1981년에는 두고두고 회자되는 시즌을 보냈는데, AZ를 제압하고 UEFA컵을 우승했고, 밀스도 이 대회에서 자신감 넘치게 우승컵을 들어올렸다.
같은 해, 롭슨은 33세의 노장이 된 밀스에게 입스위치 계약을 연장할 수 없다는 소식을 전했다. 밀스는 1982년 11월에 사우샘프턴으로 £40,000에 이적했고, 롭슨도 론 그린우드의 후임으로 잉글랜드 국가대표팀 감독이 되었는데, 동시에 밀스도 삼사자 마크를 반납했다. 그는 입스위치에서 17년을 활약하며 구단 역대 최다인 741번의 경기에 출전했다.
그는 1982년 11월에 사우샘프턴으로 이적해 더 델 연고 구단 소속으로 123경기 출전한 뒤 1985년 여름에 스토크 시티의 선수 겸 감독을 역임했다. 스토크 시티에서, 밀스는 44번의 경기를 출전한 후 38세의 나이로 현역 은퇴를 선언했다.

## 국가대표팀 경력
1972-73 시즌 중, 잉글랜드의 앨프 램지 감독은 웸블리에서 열린 유고슬라비아와의 경기에서 밀스에게 첫 국가대표팀 경기 출전 기회를 주었고, 결과는 1-1 무승부였다. 밀스는 국가대표팀에서 우측을 맡았는데, 그는 입스위치에서 나중에 더 자주 맡을 왼쪽보다 잉글랜드 국가대표팀에서 이 역할을 더 자주 맡았다. 그는 1976년에 웨일스전에서 2번째 국가대표팀 경기를 출전했고, 1977년까지 11번의 경기에 출전했다.
소속 구단에서 컵을 들어올린 후, 밀스는 국가대표팀에서 반주전급 선수로 도약했다. 던 레비는 1978년 월드컵 예선 초반 일정을 포함해 몇 차례 좌측 수비로 출전시켰고,(핀란드전에서 4-1 낙승 후 이탈리아전에서 0-2 완패를 당했다) 밀스는 양쪽 모두 맡기 위해 치열한 경쟁을 벌여야 했다. 레비 감독이 떠난 후, 후임인 론 그린우드 감독은 리버풀의 필 닐의 우측에 리즈 유나이티드의 트레버 체리를 좌측에 수비로 맞겼고, 밀스는 양쪽에서 모두 후보 선수로서 입지가 애매했다. 그는 남은 예선전 경기에 결장했는데, 잉글랜드는 대회 본선행이 좌절되었다. 그러나, 밀스는 1978년에 들어 잉글랜드 주전으로 복귀했지만, 그 해 8경기를 치르며 최적의 보직에 대한 혼선이 있었고, 6경기를 좌측으로(우측은 닐이 맡았다), 2경기를 우측으로(이 때 좌측은 체리가 맡았다) 배치되었다. 밀스는 자신을 희생하여 1978년에 열린 체코슬로바키아와의 잉글랜드 국가대표팀 경기에 우측 수비수 바이브 앤더슨이 잉글랜드 최초의 흑인 선수로서 첫 경기를 출전하는 경기에 동시에 출전했다.
또다른 신예 케니 샌섬이 1979년에 비상하며 밀스의 반대쪽 측면 수비 자리도 그림의 떡이 되었지만, 자국 대표팀에서도 좌측에 적응했고, 유로 1980 본선행에 일조했다. 밀스는 그린우드의 명단에 이름을 올렸지만, 샌섬이 좌측의 주전으로 자리잡으면서, 본선 두 경기에서 벨기에에 비기고 이탈리아에 패하는 과정을 대기하며 지켜봐야만 했다. 밀스는 스페인과의 조별 리그 최종전에서 복귀했고, 잉글랜드는 이기고도 조별 리그를 넘지 못했다. 밀스는 1981년에 잉글랜드 국가대표팀 경기에 4번 출전했는데, 특히 이 경기는 모두 1982년 월드컵 본선행을 위해 치른 예선전 경기였다. 그린우드는 앤더슨과 샌섬의 앞서 친선전 활약상에 만족했다. 잉글랜드는 헝가리와 웸블리에서 예선 최종전 맞대결을 펼쳤는데, 이 경기 승리로 12년 만에 대회 본선 진출에 성공했으며, 밀스 본인도 35번째 국가대표팀 경기를 치렀다.
국가대표팀에서 필요 시 양쪽 측면을 오고가면서(그러나 구단에서는 수 년 동안 좌측을 붙박이로 맡았다), 밀스는 대회 전 연습 경기에만 2번 출전하고도 대회 본선에서 주전 우측 수비수 겸 주장(당시 본래 국가대표팀 주장이었던 케빈 키건이 부상으로 빠졌다)을 맡아 빌바오에서 열린 프랑스와의 잉글랜드 국가대표팀 첫 경기에 출전했다. 잉글랜드가 3-1로 이 경기를 승리하면서, 밀스는 남은 조별 리그 경기에도 출전했고, 남은 경기 모두 잉글랜드가 이겼지만, 최종전에서 닐이 뛸 수 있도록 반대편 측면을 맡았다. 그린우드는 밀스-샌섬 측면 수비 체제를 복구해 2차 조별 리그에 출격시켰지만, 서독과 스페인에 모두 비겼고,(후자의 경기에서 키건이 국가대표팀 경기에 복귀했다) 잉글랜드는 대회에서 탈락했다.

## 감독 경력
1985년, 밀스는 스토크 시티의 선수 겸 감독이 되었는데, 새미 충이 그를 보좌하게 되었다. 밀스는 선수단이 부진한 성적을 거두는 가운데 합류했는데, 전 시즌 1부 리그에서 역대 최저 승점으로 강등되었고, 재정적으로도 빠듯했다. 그는 구단의 자신감을 되찾기 위해 노력했고, 지지자들에게 긍지를 심어 선수단을 잘 추스렸고, 1985-86 시즌 3번째 경기에서 리즈 유나이티드를 6-2로 이겼다. 금전적 문제는 여전히 큰 문제여서, 마크 체임벌린을 셰필드 웬즈데이에 £300,000으로 넘겼지만, 재정적 문제가 호전되지 않았고, 스토크 시티의 에산은 구단의 부채를 갚는 데 쓰였다. 스토크 시티의 성적은 서서히 상승해 회복기에 10위의 성적을 거두었다. 더 많은 선수들이 1986-87 시즌에 구단을 떠났지만, 피터 코츠가 회장으로 취임해 리 딕슨, 니키 모건 그리고 전 입스위치 동료였던 브라이언 탤벗이 합류했다. 리즈전 7-2 대승으로 사기가 오른 선수단은 플레이오프전까지 치를 수 있는 순위로 상승했다. 그러나, 스토크 시티는 꾸준한 활약을 이어나가지 못해 8위라는 성적에 만족해야만 했다.
1987-88 시즌은 스토크 시티에 시련의 시즌이었는데, 11위로 시즌을 마감해 그리 큰 성과를 거두지 못했다. 또한, 리 딕슨과 스티브 불드를 아스널에 보내 재정적 부담을 덜으려 했다. 1988-89 시즌에 스토크는 또다시 리그를 중위권으로 마쳤고, 밀스가 재계약 제의를 받지 않을 것이라는 소문이 돌았다. 시즌 종료 후, 그는 스토크 시티를 승격 시킬 '마지막 기회'를 받았고, 그는 1989-90 시즌을 앞두고  £1M을 쓸 수 있게 되었다. 그는 예산을 소진하여 이언 크랜슨 영입을 위해 셰필드 웬스데이에 £480,000을, 데럭 스트래섬을 웨스트 브로미치 앨비언을 £75,000에, 그리고 이언 스콧을 £175,000, 웨인 비긴스를 £250,000 들여 영입해 구단의 기록을 갈아치웠는데, 스콧과 비긴스는 모두 맨체스터 시티 선수들이었다. 그러나 크랜슨은 1989-90 시즌에 단 19경기만을 출전했고, 무릎 부상으로 대부분 경기에 출전하지 못했으며, 스토크 시티는 최하우 ㅣ성적을 거두어 1927년 이래 3부 리그 강등 위기에 빠진 상황에 1989년 11월에 경질되었다.
그 이듬해, 그는 당시 리그 바닥으로 가라앉은 콜체스터 유나이티드의 감독직을 합의했다. 격차를 줄였지만, 콜체스터는 잔류에 실패했고, 밀스는 그 다음 시즌에도 잔류를 결정했다.밀스는 셰필드 웬즈데이의 수석 스카우트를 맡았고, 감독과 수석 코치를 버밍엄 시티에서 맡았는데, 한때 트레버 프랜시스 감독이 떠나면서 감독직을 대행하기도 했다.

## 이후 행보
갤럭시 스포츠 경영사에서 근무했던 밀스는 은퇴했지만, BBC 라디오 서퍽에서 축구 요약 방송을 현재까지도 하고 있다.
2010년, 밀스는 보비 롭슨 경 재단의 후원자가 되었다.

## 경력 통계

### 클럽
| 구단          | 시즌      | 리그      | 리그 | 리그 | 컵   | 컵 | 리그컵 | 리그컵 | 유럽 | 유럽 | 기타 | 기타 | 합계 | 합계 |
| 구단          | 시즌      | 리그명    | 출장 | 골   | 출장 | 골 | 출장   | 골     | 출장 | 골   | 출장 | 골   | 출장 | 골   |
| ------------- | --------- | --------- | ---- | ---- | ---- | -- | ------ | ------ | ---- | ---- | ---- | ---- | ---- | ---- |
| 입스위치 타운 | 1965–66   | 2부 리그  | 2    | 0    | 0    | 0  | 0      | 0      | 0    | 0    | 0    | 0    | 2    | 0    |
| 입스위치 타운 | 1966–67   | 2부 리그  | 22   | 0    | 1    | 0  | 2      | 0      | 0    | 0    | 0    | 0    | 25   | 0    |
| 입스위치 타운 | 1967–68   | 2부 리그  | 10   | 0    | 1    | 0  | 2      | 0      | 0    | 0    | 0    | 0    | 13   | 0    |
| 입스위치 타운 | 1968–69   | 1부 리그  | 36   | 2    | 1    | 0  | 0      | 0      | 0    | 0    | 0    | 0    | 37   | 2    |
| 입스위치 타운 | 1969–70   | 1부 리그  | 40   | 3    | 1    | 0  | 3      | 1      | 0    | 0    | 0    | 0    | 44   | 4    |
| 입스위치 타운 | 1970–71   | 1부 리그  | 42   | 1    | 6    | 1  | 2      | 0      | 0    | 0    | 0    | 0    | 50   | 2    |
| 입스위치 타운 | 1971–72   | 1부 리그  | 34   | 0    | 2    | 0  | 1      | 0      | 0    | 0    | 0    | 0    | 37   | 0    |
| 입스위치 타운 | 1972–73   | 1부 리그  | 42   | 0    | 2    | 0  | 2      | 0      | 0    | 0    | 8    | 0    | 54   | 0    |
| 입스위치 타운 | 1973–74   | 1부 리그  | 41   | 2    | 3    | 0  | 4      | 1      | 8    | 0    | 0    | 0    | 56   | 2    |
| 입스위치 타운 | 1974–75   | 1부 리그  | 42   | 1    | 9    | 1  | 5      | 0      | 0    | 0    | 0    | 0    | 56   | 2    |
| 입스위치 타운 | 1975–76   | 1부 리그  | 42   | 1    | 3    | 0  | 5      | 0      | 4    | 0    | 0    | 0    | 54   | 1    |
| 입스위치 타운 | 1976–77   | 1부 리그  | 37   | 0    | 3    | 0  | 2      | 0      | 0    | 0    | 0    | 0    | 42   | 0    |
| 입스위치 타운 | 1977–78   | 1부 리그  | 34   | 6    | 7    | 2  | 2      | 0      | 5    | 0    | 0    | 0    | 48   | 8    |
| 입스위치 타운 | 1978–79   | 1부 리그  | 42   | 2    | 5    | 1  | 2      | 0      | 6    | 0    | 1    | 0    | 56   | 3    |
| 입스위치 타운 | 1979–80   | 1부 리그  | 37   | 1    | 4    | 0  | 2      | 0      | 3    | 1    | 0    | 0    | 46   | 2    |
| 입스위치 타운 | 1980–81   | 1부 리그  | 33   | 0    | 6    | 0  | 5      | 0      | 10   | 0    | 0    | 0    | 54   | 0    |
| 입스위치 타운 | 1981–82   | 1부 리그  | 42   | 3    | 3    | 0  | 8      | 0      | 2    | 0    | 0    | 0    | 55   | 3    |
| 입스위치 타운 | 1982–83   | 1부 리그  | 11   | 0    | 0    | 0  | 2      | 0      | 2    | 0    | 0    | 0    | 15   | 0    |
| 입스위치 타운 | 합계      | 합계      | 589  | 22   | 57   | 5  | 49     | 2      | 40   | 1    | 9    | 0    | 744  | 30   |
| 사우샘프턴    | 1982–83   | 1부 리그  | 27   | 1    | 1    | 0  | 0      | 0      | 0    | 0    | 0    | 0    | 28   | 1    |
| 사우샘프턴    | 1983–84   | 1부 리그  | 34   | 2    | 6    | 0  | 1      | 0      | 0    | 0    | 0    | 0    | 41   | 2    |
| 사우샘프턴    | 1984–85   | 1부 리그  | 42   | 0    | 3    | 0  | 7      | 0      | 2    | 0    | 0    | 0    | 54   | 0    |
| 사우샘프턴    | 합계      | 합계      | 103  | 3    | 10   | 0  | 8      | 0      | 2    | 0    | 0    | 0    | 123  | 3    |
| 스토크 시티   | 1985–86   | 2부 리그  | 31   | 0    | 1    | 0  | 3      | 0      | 0    | 0    | 2    | 0    | 37   | 0    |
| 스토크 시티   | 1986–87   | 2부 리그  | 6    | 0    | 0    | 0  | 0      | 0      | 0    | 0    | 0    | 0    | 6    | 0    |
| 스토크 시티   | 1987–88   | 2부 리그  | 1    | 0    | 0    | 0  | 0      | 0      | 0    | 0    | 0    | 0    | 1    | 0    |
| 스토크 시티   | 합계      | 합계      | 38   | 0    | 1    | 0  | 3      | 0      | 0    | 0    | 2    | 0    | 44   | 0    |
| 경력 합계     | 경력 합계 | 경력 합계 | 730  | 25   | 68   | 5  | 60     | 2      | 42   | 1    | 11   | 0    | 911  | 33   |

1. ↑  채리티 실드, 텍사코 컵, 그리고 풀 멤버스 컵 출전 기록 포함.

### 국가대표팀
| 국가대표팀 | 연도 | 출장 | 골 |
| ---------- | ---- | ---- | -- |
| 잉글랜드   | 1972 | 1    | 0  |
| 잉글랜드   | 1976 | 9    | 0  |
| 잉글랜드   | 1977 | 3    | 0  |
| 잉글랜드   | 1978 | 8    | 0  |
| 잉글랜드   | 1979 | 7    | 0  |
| 잉글랜드   | 1980 | 3    | 0  |
| 잉글랜드   | 1981 | 4    | 0  |
| 잉글랜드   | 1982 | 7    | 0  |
| 합계       | 합계 | 42   | 0  |

## 감독 통계
| 구단                | 취임             | 해임             | 기록 | 기록 | 기록 | 기록 | 기록  |
| 구단                | 취임             | 해임             | 전   | 승   | 무   | 패   | 율 %  |
| ------------------- | ---------------- | ---------------- | ---- | ---- | ---- | ---- | ----- |
| 스토크 시티         | 1985년 6월 24일  | 1989년 11월 7일  | 213  | 72   | 63   | 78   | 033.8 |
| 콜체스터 유나이티드 | 1990년 1월 3일   | 1990년 5월 9일   | 24   | 8    | 3    | 13   | 033.3 |
| 버밍엄 시티         | 2001년 10월 15일 | 2001년 12월 12일 | 12   | 5    | 4    | 3    | 041.7 |
| 합계                | 합계             | 합계             | 249  | 85   | 70   | 94   | 34.1  |

## 수상

### 선수
입스위치 타운
- FA컵: 1977–78
- UEFA컵: 1980–81
- 텍사코 컵: 1973
- 풋볼 리그 1부 준우승: 1980–81, 1981–82
- 풋볼 리그 2부: 1967–68

사우샘프턴
- 풋볼 리그 1부 준우승: 1983–84

개인
- 입스위치 타운 올해의 선수: 1977–78[12]
- 풋볼 리그 1부 PFA 올해의 팀: 1976–77[13]
- 입스위치 타운 명예의 전당: 2007년 헌액[14]

## 같이 보기
- 축구 역대 최다 경기 출전 선수 목록